# Svartholmen, Salo
Svartholmen är en ö i Finland. Den ligger i Skärgårdshavet och i kommunen Salo i den ekonomiska regionen  Salo i landskapet Egentliga Finland, i den sydvästra delen av landet. Ön ligger omkring 59 kilometer sydöst om Åbo och omkring 120 kilometer väster om Helsingfors.
Öns area är 19,7 hektar och dess största längd är 0,8 kilometer i sydväst-nordöstlig riktning.